# Listă de localități din Unitatea Teritorială Autonomă Găgăuzia
Această listă conține satele și orașele din Găgăuzia, Republica Moldova.
| Denumire                 | oraș / centru de comună / sat    |
| ------------------------ | -------------------------------- |
| Alexeevca                | sat în comuna Svetlîi            |
| Avdarma                  | sat (comună)                     |
| Baurci                   | sat (comună)                     |
| Beșalma                  | sat (comună)                     |
| Beșghioz                 | sat (comună)                     |
| Bugeac                   | sat (comună)                     |
| Carbalia                 | sat (comună)                     |
| Cazaclia                 | sat (comună)                     |
| Ceadîr-Lunga             | municipiu                        |
| Chioselia Rusă           | sat (comună)                     |
| Chiriet-Lunga            | sat (comună)                     |
| Chirsova                 | sat (comună)                     |
| Cioc-Maidan              | sat (comună)                     |
| Cișmichioi               | sat (comună)                     |
| Comrat                   | municipiu, capitala UTA Găgăuzia |
| Congaz                   | sat (comună)                     |
| Congazcicul de Jos       | sat în comuna Congazcicul de Sus |
| Congazcicul de Sus       | centru de comună                 |
| Copceac                  | sat (comună)                     |
| Cotovscoe                | sat (comună)                     |
| Dezghingea               | sat (comună)                     |
| Dudulești                | sat în comuna Congazcicul de Sus |
| Etulia                   | centru de comună                 |
| Etulia Nouă              | sat în comuna Etulia             |
| Etulia (stație c.f.)     | sat în comuna Etulia             |
| Ferapontievca            | sat (comună)                     |
| Gaidar                   | sat (comună)                     |
| Joltai                   | sat (comună)                     |
| Svetlîi                  | centru de comună                 |
| Tomai                    | sat (comună)                     |
| Vulcănești               | oraș                             |
| Vulcănești (stație c.f.) | sat în Vulcănești                |